# Acide halogénohydrique
On appelle acides halogénohydriques (ou halohydriques) des acides constitués d'un cation hydrogène (H+) et d'un anion halogénure (fluorure F−, chlorure Cl−, bromure Br−, iodure I−…). Ce sont les formes solvatées des halogénures d'hydrogène.
On compte parmi les acides halogénohydriques :
- l’acide fluorhydrique : forme solvatée du HF ;
- l’acide chlorhydrique : forme solvatée du HCl ;
- l’acide bromhydrique : forme solvatée du HBr ;
- l’acide iodhydrique : forme solvatée du HI.